# 布迪蓬德拉恩
布迪蓬德拉恩（法語：Bout-du-Pont-de-Larn，法語發音：[bu dy pɔ̃ də laʁn]，意为“蓬德拉恩的尽头”）是法国奧克西塔尼大區塔恩省的一个市镇，属于卡斯特尔区。

## 地理
布迪蓬德拉恩（43°30'3"N, 2°24'16"E）面积7.63 平方千米，位于法国奧克西塔尼大區塔恩省，该省份为法国南部内陆省份，北起顺时针与阿韦龙省、埃罗省、奥德省、上加龙省和塔恩-加龙省接壤。
与布迪蓬德拉恩接壤的市镇（或旧市镇、城区）包括：马扎梅、蓬德拉恩、圣阿芒苏尔特、圣阿芒瓦尔托雷。

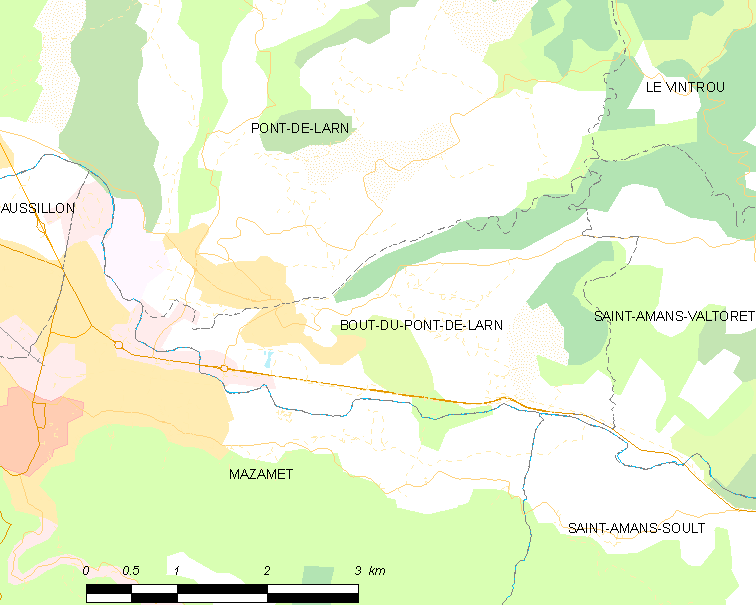
布迪蓬德拉恩的OSM定位图

布迪蓬德拉恩的时区为UTC+01:00、UTC+02:00（夏令时）。

## 行政
布迪蓬德拉恩的邮政编码为81660，INSEE市镇编码为81036。

## 政治
布迪蓬德拉恩所属的省级选区为马扎梅第二县。

## 人口

1962-2008年间布迪蓬德拉恩人口变化图示

布迪蓬德拉恩于2022年1月1日时的人口数量为1249人。